# Alfonso de Angoitia
Alfonso de Angoitia Noriega (Ciudad de México, 17 de enero de 1962) es un empresario mexicano. Es el Presidente Ejecutivo del Consejo de Administración de Grupo Televisa desde el 26 de Octubre de 2017 (7 años).

## Afiliaciones
Angoitia ha sido miembro del Comité Ejecutivo desde abril de 1997. Angoitia es un miembro del Consejo de administración de varias compañías que incluyen Univision, Grupo Financiero Banorte, Fomento Económico Mexicano (FEMSA), y Liberty Latinoamérica.

## Carrera
Antes de Asumir el Cargo de CEO de Grupo Televisa, Angoitia fue VP Ejecutivo (2003-2017) y fue Director Financiero (1999-2003). Antes de unirse a Grupo Televisa trabajó en White & Case LLP en la ciudad de Nueva York, y luego cofundó Mijares, Angoitia, Cortés y Fuentes, S.C., una de las principales firmas de abogados de México. Angoitia fue el Abogado Personal de Emilio Azcárraga Jean, Actual Propietario de Grupo Televisa; después de la muerte del padre de Azcárraga (Emilio Azcárraga Milmo), Angoitia trabajó junto con Emilio Azcárraga para reestructurar financiera y legalmente la empresa y recuperar el control operativo.
Angoitia es considerado el cerebro financiero de Televisa y un aliado clave del Propietario, Emilio Azcárraga Jean. Jugó un papel decisivo en la elaboración de un acuerdo de $ 1.2 mil millones de dólares entre Univision y Televisa, que mejoró enormemente el acceso de Televisa al codiciado mercado hispano en los Estados Unidos.
La visión de Angoitia ha sido clave para la diversificación, el posicionamiento estratégico, la rentabilidad y la solidez financiera de la Compañía. Como CEO, tiene la responsabilidad compartida de liderar la transformación y el reposicionamiento del negocio de contenido de la compañía
Alfonso de Angoitia es un asistente anual de la conferencia de prensa Allen & Company Sun Valley Conference en Idaho, una conferencia anual organizada por la firma de inversión privada Allen & Company, que generalmente presenta negocios, políticos, filantrópicos y pesos pesados culturales.

## Filantropía
Angoitia es presidente de la Junta de Fideicomisarios de la Fundación Kardias, una organización mexicana sin fines de lucro dedicada a mejorar la calidad de la atención para los niños que sufren de defectos cardíacos congénitos. Además, Angoitia es miembro de la Junta de la Fundación Mexicana para la Salud y de la Fundación UNAM, y miembro de la Junta de Síndicos del Paley Center for Media.